# Liechtenstein az 1980. évi téli olimpiai játékokon
Liechtenstein az egyesült államokbeli Lake Placidben megrendezett 1980. évi téli olimpiai játékok egyik részt vevő nemzete volt. Az országot az olimpián 2 sportágban 7 sportoló képviselte, akik összesen 4 érmet szereztek. Liechtenstein első olimpiai arany- és ezüstérmeit szerezte az olimpiák, valamint a téli olimpiai játékok történetében.

## Érmesek
| Érem  | Versenyző      | Sportág  | Versenyszám            |
| ----- | -------------- | -------- | ---------------------- |
| Arany | Hanni Wenzel   | Alpesisí | Női műlesiklás         |
| Arany | Hanni Wenzel   | Alpesisí | Női óriás-műlesiklás   |
| Ezüst | Andreas Wenzel | Alpesisí | Férfi óriás-műlesiklás |
| Ezüst | Hanni Wenzel   | Alpesisí | Női lesiklás           |

## Alpesisí
Férfi
| Versenyző      | Versenyszám      | 1. futam      | 1. futam      | 2. futam | 2. futam | Összesítés | Összesítés |
| Versenyző      | Versenyszám      | Idő           | Hely.         | Idő      | Hely.    | Idő        | Helyezés   |
| -------------- | ---------------- | ------------- | ------------- | -------- | -------- | ---------- | ---------- |
| Paul Frommelt  | Műlesiklás       | nem ért célba | nem ért célba | kiesett  | kiesett  | kiesett    | kiesett    |
| Paul Frommelt  | Óriás-műlesiklás | kizárták      | kizárták      | kiesett  | kiesett  | kiesett    | kiesett    |
| Andreas Wenzel | Lesiklás         |               |               |          |          | 1:49,71    | 20.        |
| Andreas Wenzel | Műlesiklás       | 54,63         | 7.            | 53,17    | 15.      | 1:47,80    | 12.        |
| Andreas Wenzel | Óriás-műlesiklás | 1:20,17       | 1.            | 1:21,32  | 4.       | 2:41,49    |            |

Női
| Versenyző      | Versenyszám      | 1. futam      | 1. futam      | 2. futam | 2. futam | Összesítés | Összesítés |
| Versenyző      | Versenyszám      | Idő           | Hely.         | Idő      | Hely.    | Idő        | Helyezés   |
| -------------- | ---------------- | ------------- | ------------- | -------- | -------- | ---------- | ---------- |
| Ursula Konzett | Műlesiklás       | nem ért célba | nem ért célba | kiesett  | kiesett  | kiesett    | kiesett    |
| Ursula Konzett | Óriás-műlesiklás | nem ért célba | nem ért célba | kiesett  | kiesett  | kiesett    | kiesett    |
| Hanni Wenzel   | Lesiklás         |               |               |          |          | 1:38,22    |            |
| Hanni Wenzel   | Műlesiklás       | 42,50         | 1.            | 42,59    | 1.       | 1:25,09    |            |
| Hanni Wenzel   | Óriás-műlesiklás | 1:14,33       | 1.            | 1:27,33  | 3.       | 2:41,66    |            |
| Petra Wenzel   | Lesiklás         |               |               |          |          | 1:42,50    | 23.        |
| Petra Wenzel   | Műlesiklás       | 47,47         | 20.           | 45,87    | 12.      | 1:33,34    | 14.        |
| Petra Wenzel   | Óriás-műlesiklás | 1:18,75       | 26.           | 1:30,28  | 16.      | 2:49,03    | 19.        |

## Szánkó
| Versenyző                        | Versenyszám | 1. futam | 1. futam | 2. futam | 2. futam | 3. futam      | 3. futam      | 4. futam | 4. futam | Összesítés | Összesítés |
| Versenyző                        | Versenyszám | Idő      | Hely.    | Idő      | Hely.    | Idő           | Hely.         | Idő      | Hely.    | Idő        | Helyezés   |
| -------------------------------- | ----------- | -------- | -------- | -------- | -------- | ------------- | ------------- | -------- | -------- | ---------- | ---------- |
| Rainer Gassner                   | Férfi egyes | 45,283   | 19.      | 45,956   | 20.      | 45,907        | 19.           | 44,928   | 11.      | 3:02,074   | 13.        |
| Wolfgang Schädler                | Férfi egyes | 45,751   | 25.      | 48,568   | 23.      | nem ért célba | nem ért célba | kiesett  | kiesett  | kiesett    | kiesett    |
| Wolfgang Schädler Rainer Gassner | Kettes      | 40,829   | 16.      | 42,566   | 17.      |               |               |          |          | 1:23,395   | 16.        |